# Вогнетілка-русалонька
Вогнетілка-русалонька (Pyrrhosoma nymphula) — вид бабок родини стрілкових (Coenagrionidae).

## Поширення
Вид поширений в Європі, Західній Азії та Північній Африці. В Україні зареєстрований в Західного Лісостепу, Прикарпатті, Карпатах, в Одеській області.

## Опис
Тіло 33-36 мм завдовжки, черевце 25-27 мм, заднє крило 21-23 мм. Основний тон забарвлення червоний. Забарвлення самця яскраво-червоне, самиці — варіює від інтенсивно червоного до ледь червонуватого. У дорослих бабок черевце зверху яскраво-червоне або вохристо-жовте з чорним малюнком.
Чорні місця на грудях металево-блискучі, світлі місця червоні і жовті. Доплечева смуга світлозабарвлена, повна, широка, перетинає плечовий шов. Голова широка, зверху вдвічі ширше за свою довжину. Потилиця позбавлена світлих плям. Крила прозорі. Птеростигма вузька (займає 1 ланку), чорного кольору. Ноги чорні. Очі червоного кольору.